# غرور (ترانه هالزی)
«غرور» (به انگلیسی: Ego) ترانه‌ای از خوانندهٔ آمریکایی هالزی می‌باشد که در پنجمین آلبوم استودیویی وی تحت عنوان مقلد بزرگ (۲۰۲۴) قرار دارد. این ترانه در ۶ سپتامبر سال ۲۰۲۴ از سوی کلمبیا رکوردز به‌عنوان سومین تک‌آهنگ این آلبوم منتشر گردید.